# Christian Macketanz

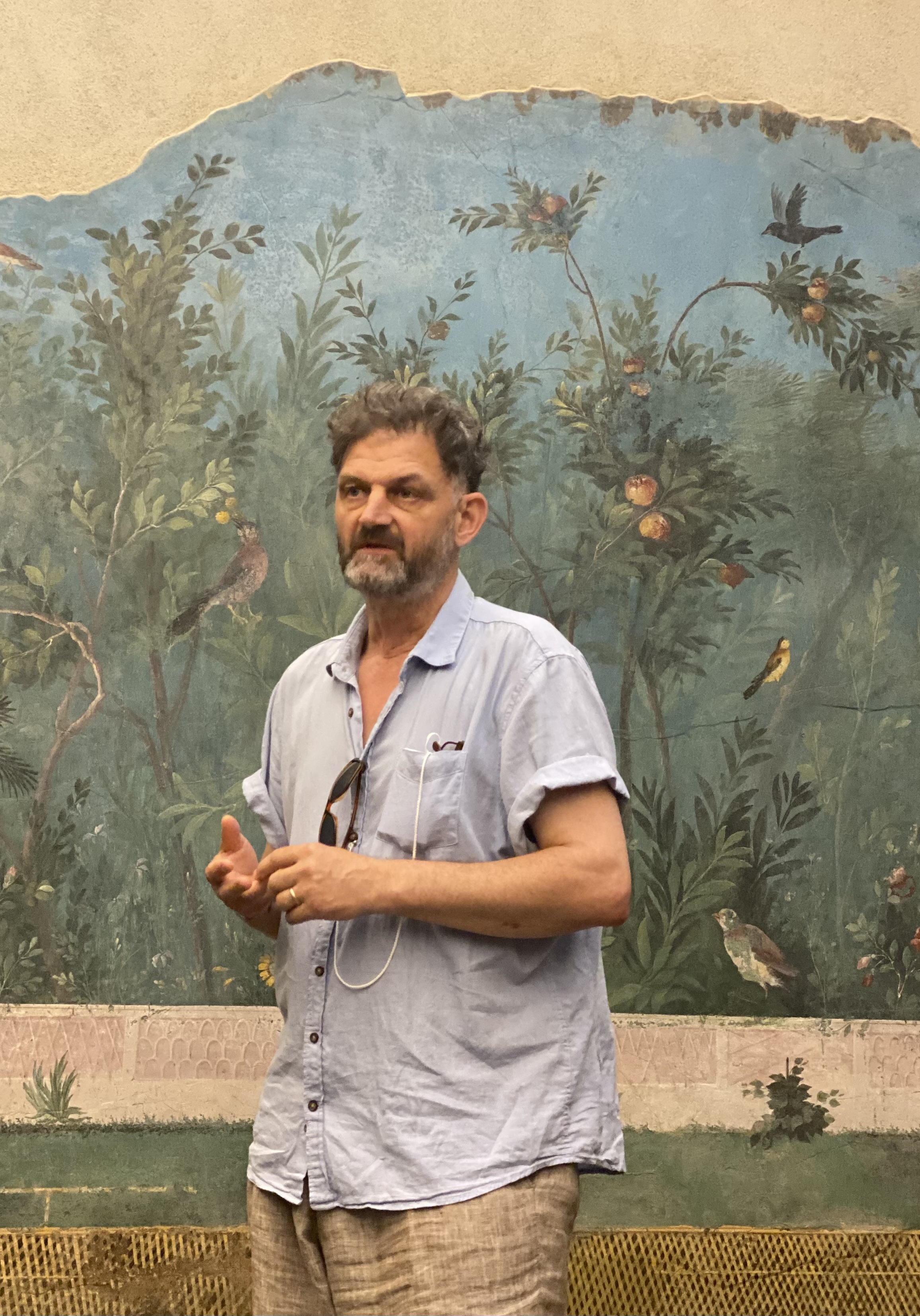

Christian Macketanz (* 30. April 1963 in Eutin) ist ein deutscher Maler und Professor an der Hochschule für Bildende Künste Dresden.

## Biografie
Macketanz wurde 1963 in Eutin geboren und ist in Ostholstein und Niedersachsen aufgewachsen. Nach dem Abitur studierte er ab 1983 an der Universität für angewandte Kunst in Wien bei Maria Lassnig. Im Herbst 1994 verließ er Wien und ging im Rahmen eines Stipendienaufenthaltes nach Rom, wo er bis 2001 lebte und arbeitete. Mitte 2001 folgte ein Umzug nach Berlin. 2010 wurde Macketanz als Professor für Malerei an die Hochschule für Bildende Künste Dresden berufen und siedelte mit seiner Familie in die sächsische Landeshauptstadt über.

## Werk
Macketanz konzentrierte sich bereits im Studium auf das Medium der Malerei. Die Sujets seines Werkes erstrecken sich von Alltagsszenen und Porträts historischer Persönlichkeiten über erzählerische Figurationen zu Religion und Spiritualität, aber auch zwischenmenschliche Beziehungen und das Verhältnis zwischen Mensch und Natur.
Der Kunsthistoriker und Autor Wolfgang Ulrich sieht diese Bilderzählungen besonders durch poetische Schwebezustände und ungelöste Ambivalenzen gekennzeichnet:

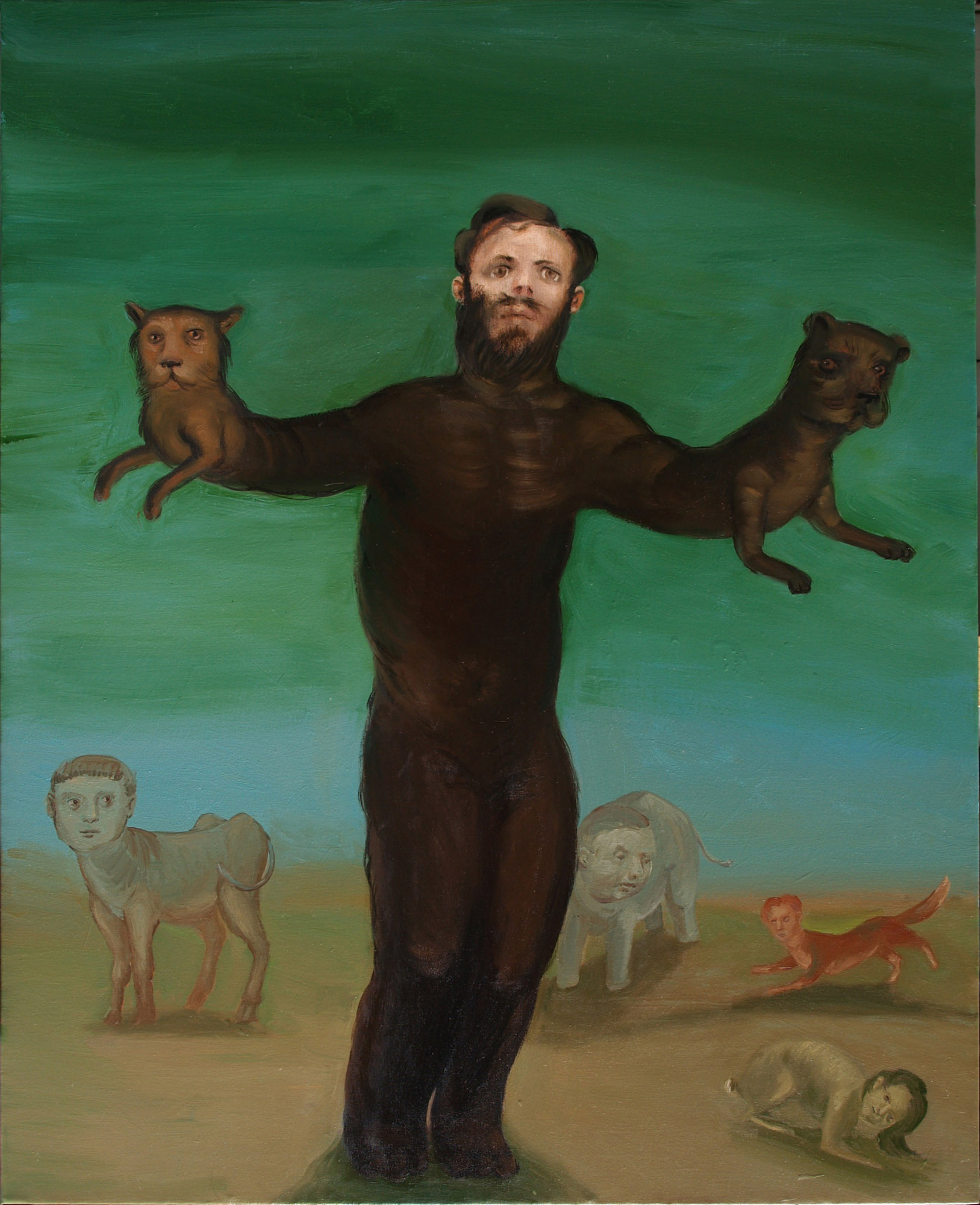
"Das Immune"

„(…) eher ist man in Reiche des Dazwischen versetzt. So gibt es auf den Bildern immer wieder Wesen zwischen Mensch und Tier, Figuren zwischen Mann und Frau, Szenen zwischen Gewalt und Zuneigung, Atmosphären zwischen Düsternis und Heiterkeit. In der Summe wirkt das, als habe Christian Macketanz die Sehnsucht, befreit von festen, normativen Kategorien, ohne Pole und Gegensatzpaare leben zu können – als hege er vielleicht sogar die metaphysische Hoffnung, jenseits eindeutiger Zuschreibungen lasse sich eine höhere Wahrheit finden.“

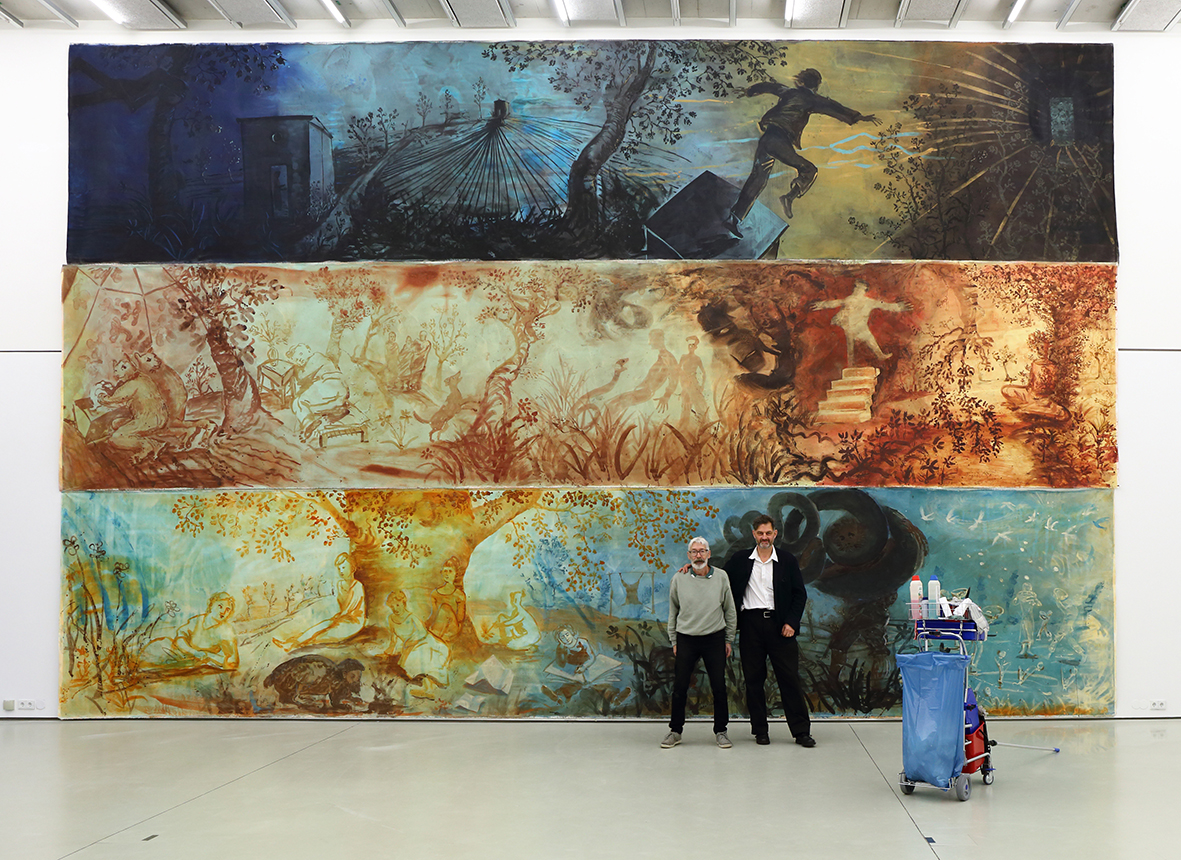
Galerie Lehen, Salzburg, 2022

 Dabei blieb Macketanz weitgehend unbeeinflusst von den malerischen Strömungen der 1970er und 1980er Jahre (wie der Neuen Wilden, Wiener Aktionismus) und suchte stattdessen in Technik und Sujet Inspiration bei den alten Meistern und antiken Fresken, die er auf zahlreichen Reisen und während seiner Zeit in Rom eingehend studierte. So sieht die deutsche Kunsthistorikerin Karin Thomas besonders in Macketanz’ Gemälden der späten 80er und frühen 90er Jahre Bezüge zu kunsthistorischen Vorlagen, die jedoch nicht als Zitat, sondern als ironische oder parodistische Anleihe in das eigene Bildvokabular einfließen.
„Er entlehnt aus dem Fundus der Malereigeschichte ikonografische Topoi, um sie sich mit einer unverkennbaren Eigenhandschrift anzuverwandeln. So verbindet das Gemälde mit dem verweisträchtigen Titel Wandel (…) von 1990 Tizians Gestus der Himmelfahrt Mariens aus der Frarikirche in Venedig mit den manieristischen Transzendenzstigmata eines El Greco, um den Bildsinn auf diese Weise einem gegenüber seinem venezianischen Vorbild überraschenden »Wandel« zu unterziehen.“
 Kennzeichnend für Macketanz künstlerische Position ist die bewusste Eingrenzung und Weiterentwicklung rein malerischer Ausdrucksmittel und die Konzentration auf das für sich stehende Einzelbild, das auch im Rahmen zeitlich zusammenhängender Bildgruppen souverän bleibt. Im Kontext der post-modernen Debatte verkörpert das Werk eine Behauptung zu Gunsten des überzeitlichen Potenzials der Malerei und grenzt sich vom Zeitgeist der 80er und 90er Jahre, der Auflösung von Genregrenzen und der Tendenz zu seriellen Bildfolgen, ab.

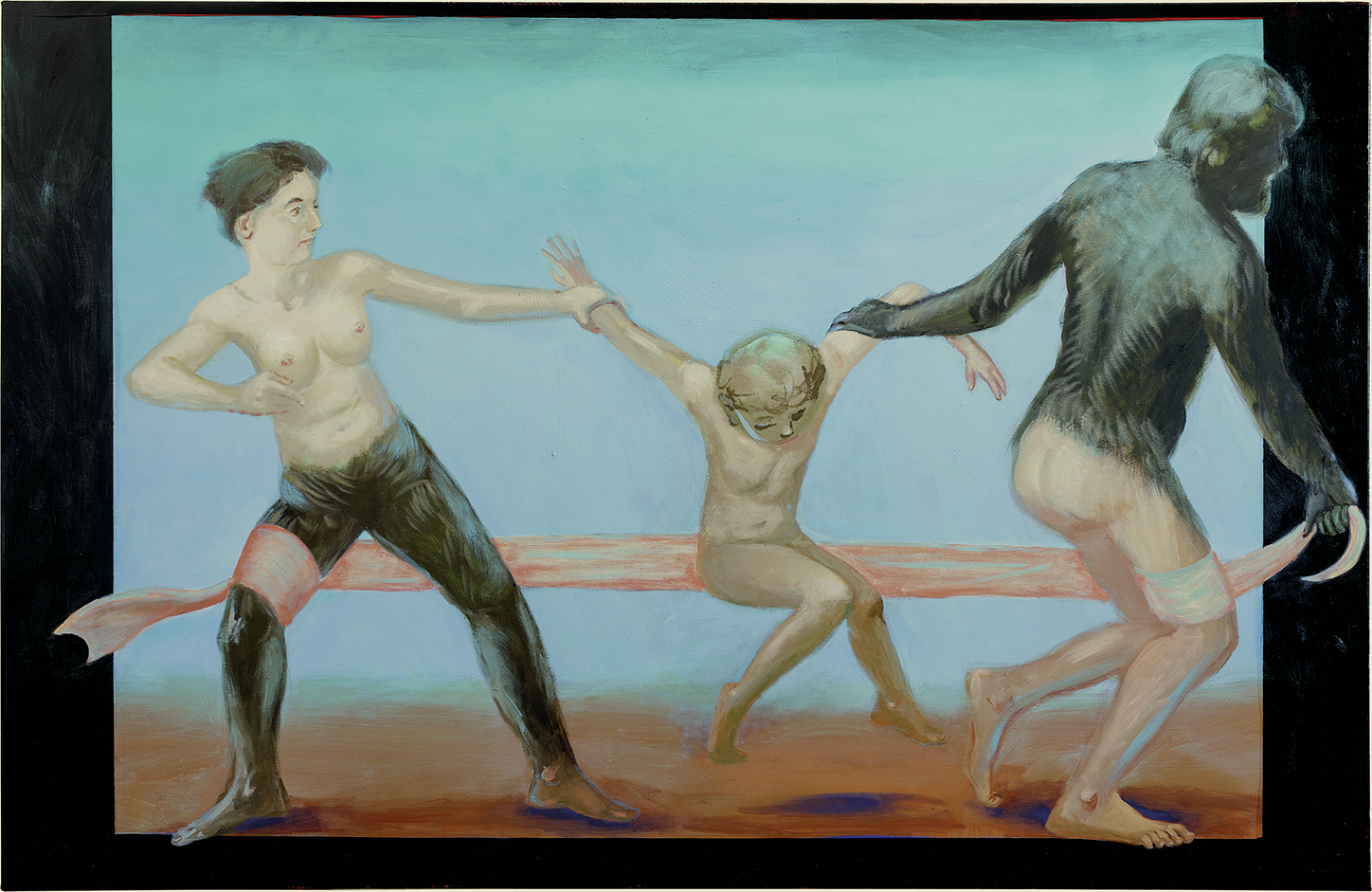
"Everything wrong"

In der Rezeption wird vielfach eine Transzendenz der Bildinhalte hervorgehoben. Bereits 1992 schreibt Georg Schöllhammer in der Auseinandersetzung mit Macketanz‘ Malerei: 
„Leise und mit besonderer Empfindsamkeit hat sie (die Malerei) für uns einige Entdeckungen gemacht. Sie spricht vom Erhabenen, ganz ohne Pathosformeln. Sie sagt uns mit drei Freunden, dass es sehr wohl auch heute wieder gestattet ist, diese Atmosphären wiederherzustellen. Es scheint uns, als sähen wir wieder in den Bilderatlas marmorierter Jahrhunderte, die die Gesten, den Ausdruck, die Haltung hatten, die diese Bilder wiedergeben; wir meinen ihre Stimmen zu hören und die längst vergessene Konversation.“ 
 Er erhielt im Laufe seiner Karriere diverse Kunstpreise und Stipendien (z. B. 1999 Anton-Feistauer-Anerkennungspreis des Landes Salzburg).

Seit 2010 lehrt Christian Macketanz an der Hochschule für Bildende Künste Dresden. Seine Fachklasse für Malerei ist bekannt für die sogenannten „Kofferausstellungen“, die im Rahmen von Studienreisen stattfinden. In seiner Lehre fördert und fordert er von seinen Studierenden selbstständiges Denken und die Bereitschaft, beharrlich an ihrer eigenen künstlerischen Bildfindung zu arbeiten.

„Am Ende des Studiums sollen KünstlerInnen stehen – selbstkritisch und selbstbewusst – die beseelte Ereignisse vorstellen.“
2025 lehrt er an der internationalen Sommerakademie Salzburg.

## Einzelausstellungen (Auswahl)
- 1988   „Betender Arbeiter“, Neue Galerie, Graz / A
- 1990   „Pferdetragen“, pinx Galerie, Wien / A
- 1991   Hinterglasbilder und Scherenschnitte mit Andreas Karner, pinx Galerie, Wien / A
- 1994   „Mein Vater“, Galerie Thomas Rehbein, Köln
- 1996   „Neun Frauen“, Galerie Thomas Rehbein, Köln
- 1997   „La fedele“, Galleria Maniero, Rom / IT
- 1998   Das vergessene Rezept, Galerie Thomas Rehbein, Köln
- 1999   „Kleine Bilder“, IRO & Partner – Festspielausstellung, Salzburg / A
- 2000   Galerie Na Bidylku, Brünn / CZ
- 2001   „Kinderzimmer“, Galerie Thomas Rehbein, Köln
- 2003   Museumsverein Werfen/Kulturverein Werfen, Werfen
- 2004   „Mühsam und gelassen“, Semina rerum – Irène Preiswerk, Zürich / CH
- 2006   „Along the river“, Galerie Navrátil, Prag / CZ
- 2008   „Notte Lunga“, Galleria Maniero, Rom / IT 2007   Die Eutiner Bilder, Ostholstein Museum, Eutin
- 2009   „Das vertikale Labyrinth“, Künstlerhaus Palais Thurn und Taxis, Bregenz / A
- 2010   „Das Ungesehene“, Hochschule für Bildende Künste, Dresden
- 2012   „Behauptung“, Städtische Galerie, Dresden
- 2013   „Amerika“, Galerie m2a, Dresden
- 2014   „Herr Tutsch beim Zollamt“, Galerie Wannieck, Brünn / CZ
- 2018   „I’m Nobody, Who are You?“, Oswaldz, Dresden, D
- 2019   “Light in the Underground”, Gallery 1. Patro, Prague, CZ,
- 2020   “autonarrativ” mit Sophie Thelen, Galerie allerArt, Bludenz A
- 2021   “HierBetween” mit Andreas Karner, Sehsaal, Wien, A
- 2022  “Janačeck -Portraits”, Janaćeck-Museum, Brno, CZ
- 2023  „0–5“ (10 Meter Kindheit), Oswaldz, Dresden, D
- 2024  „Bild im Bild“, Galerie Schloss Wiespach, Hallein, A
- 2025  “Kick”, Galerie Ines Schulz, Dresden, D
- 2025  Macketanz in der Villa Löw-Beer, Brno, CZ

## Künstlerkataloge und Monografien (Auswahl)
- „Christian Macketanz“. („Verborgene Wege“, Wiener Secession) Herausgeber: Wiener Secession, 1992, ISBN 3-900803-48-X.
- „Kleine Bilder“, Christian Macketanz, 1999, ISBN 3-9501037-1-6.
- „Christian Macketanz“ ist (Katalog der Ausstellung in der Galerie Thomas Rehbein, Köln, April–Mai 2001). Verlag Elisabeth Priedl, Wien 2001, ISBN 3-9501037-2-4.
- „Christian Macketanz“ Katalog der Ausstellung im März–April im Ostholstein Museum, Eutin. Verlag Elisabeth Priedl, Wien 2007, ISBN 978-3-9501037-5-5.
- „Macketanz“, dt., engl., ital., hersg. Hermagoras, 2008, ISBN 978-3-7086-0380-3.
- „Das Vertikale Labyrinth - Christian Macketanz“ Künstlerhaus Thurn & Taxis, Bregenz. Verlag Elisabeth Priedl, Wien 2009, ISBN 978-3-9501037-6-2.
- „Behauptungen. Malerei von Christian Macketanz“ Städtische Galerie Dresden, Herausgeber Gisbert Porstmann und Johannes Schmidt. Kerber Verlag, 2012, ISBN 978-3-86678-680-6.
- „Camaïeu“, Christian Macketanz, Herausgeber Galerie Antonstadt, 2019, ISBN 978-3-00-062365-3.
- „Story and Stories“, Christian Macketanz, Galerie Lehen, Salzburg 2023, ISBN 978-3-00-074812-7.